# Державна служба України з етнополітики та свободи совісті
Державна служба України з етнополітики та свободи совісті — центральний орган виконавчої влади, діяльність якого спрямовується і координується Кабінетом Міністрів України через Міністра Кабінету Міністрів України. Держетнополітики входить до системи органів виконавчої влади та забезпечує реалізацію державної політики у сфері міжнаціональних відносин, релігії та захисту прав національних меншин в Україні.

## Історія
1 листопада 1991 року вищий законодавчий орган України ухвалив «Декларацію прав національностей України», в якій конкретизував задекларовані принципи. Національні меншини України у референдумі 1 грудня 1991 підтвердили волю українського народу до державної незалежності. Принципове значення в цьому відношенні мало прийняття Закону про громадянство України (8 жовтня 1991).
Указом Президента України від 29 квітня 1992 створено Фонд розвитку культур національних меншин України, а 25 червня 1992 Верховна Рада України ухвалила Закон України Про національні меншини в Україні. Його основні положення ввійшли до Конституції України.
26 липня 1996 Указом Президента України «Про зміни в системі центральних органів виконавчої влади України» створено Державний комітет України у справах національностей та міграції (Держкомнацміграції), який забезпечував реалізацію державної політики у сфері міжнаціональних взаємин, прав національних меншин та української діаспори, міграційних відносин. Для задоволення потреб національних меншин ухвалено Державну програму відродження та розвитку освіти національних меншин України.
13 вересня 2001 року Президент України Л. Д. Кучма підписав Указ за № 836/2001 «Про Державний комітет України у справах національностей та міграції». Цей важливий документ ще раз підтвердив, що Україна послідовно продовжує курс на гармонізацію міжнаціональних відносин, підтримання атмосфери доброзичливості та консолідації всього українського суспільства, відновлення історичної справедливості щодо народів, депортованих за радянських часів, забезпечення прав біженців, задоволення національно-культурних потреб українців, які проживають за межами держави.
Згодом комітет було реформовано у Державний комітет України у справах національностей і релігій.
Комітет ліквідований 9 грудня 2010, а функції з реалізації державної політики у сферах міжнаціональних відносин, захисту прав національних меншин України, релігії покладені на Міністерство культури України. Процес ліквідації Комітету та реорганізації Міністерства культури тривав до жовтня 2011 року, що призвело до ускладнень із реєстрацією статутів (і змін до них) релігійних організацій, які відповідно до чинного законодавства має здійснювати державний орган у справах релігій.
12 червня 2019 року Кабінет Міністрів України створив окрему Державну службу України з етнополітики та свободи совісті, яка буде координуватися Кабміном через Міністерство культури України, а її штат і матеріально-технічне забезпечення будуть сформовані на базі Департаменту у справах релігій і національностей.
21 серпня 2019 року Кабінетом Міністрів України прийнято постанову «Про затвердження Положення про Державну службу України з етнополітики та свободи совісті та внесення змін до Положення про Міністерство культури України».
26 лютого 2020 року Кабінетом Міністрів України Головою Державної служби України з етнополітики та свободи совісті призначено Богдан Олену Володимирівну.
18 березня 2020 року Державну службу України з етнополітики та свободи совісті зареєстровано як юридичну особу.
1 липня 2023 року набирає чинності Закон України «Про національні меншини (спільноти) України», згідно з яким визначаються повноваження центрального органу виконавчої влади, що забезпечує формування та реалізує державну політику у сфері національних меншин (спільнот).
В якості консультативних органів служби діють Експертна рада з питань етнополітики та Експертна рада з питань свободи совісті.

## Керівники у справах національностей
- Ємець Олександр Іванович (1993–1995) — Міністр України у справах національностей та міграції;
- Євтух Володимир Борисович (1995–1998) — Міністр України у справах національностей та міграції;
- Рудько Микола Олександрович (1998–2000) — Голова Державного комітету України у справах національностей та міграції;
- Середа Григорій Порфирович (2000–2002) — Голова Державного комітету України у справах національностей та міграції;
- Москаль Геннадій Геннадійович (2002–2005) — Голова Державного комітету України у справах національностей та міграції;
- Рудик Сергій Ярославович (2005–2006) — Голова Державного комітету України у справах національностей та міграції;

## Керівники у справах релігії
- Колесник Микола Панасович (1992-07.1994) — Голова Ради у справах релігій при Кабінеті Міністрів України[8][9];
- Шульга Микола Олександрович (1994–1995) — Міністр України у справах національностей, міграцій та культів;
- Коваль Анатолій Дмитрович (1995–1997) — Голова Державного комітету України у справах релігій;
- Бондаренко Віктор Дмитрович (01.1997-2005) — Голова Державного комітету України у справах релігій;
- Бондарчук Ігор Володимирович (2005–2006) — Директор Державного департаменту у справах релігій при Мінюсті України;

## Голови Держкомітету
- Попов Георгій Дмитрович (2006) — в.о. Голови Державного комітету України у справах національностей та релігій;
- Саган Олександр Назарович (12.2006-05.2009) — Голова Державного комітету України у справах національностей та релігій;
- Решетніков Юрій Євгенович (05.2009-07.2010) — Голова Державного комітету України у справах національностей та релігій;
- Богуцький Юрій Петрович (07.2010-12.2010) — Голова Державного комітету України у справах національностей та релігій;

## Директори департаменту Мінкульту
- Любчик Володимир Пімонович — від моменту створення у вересні 2011 року по вересень 2013 року
- Мошкола Михайло Іванович — від початку жовтня 2013 року до кінця лютого 2014 року
- Юшкевич Володимир Вячеславович — від початку березня до початку листопада 2014 року[10]
- Юраш Андрій Васильович — від листопада 2014—2020.[11]

## Голови Державної служби України з етнополітики та свободи совісті
- Богдан Олена Володимирівна — березень 2020 року — грудень 2022[12][13]
- Єленський Віктор Євгенович — грудень 2022 року[14]

## Виноски
1. ↑  https://zakon.rada.gov.ua/laws/file/text/110/f530966n246.xlsx
2. ↑  Розпорядження Кабінету Міністрів України від 6 січня 2023 року № 13-р «Про призначення Войналовича В.А. першим заступником Голови Державної служби України з етнополітики та свободи совісті».
3. ↑  Розпорядження Кабінету Міністрів України від 3 листопада 2021 року № 1380-р «Про призначення Лоссовського І.Є. заступником Голови Державної служби України з етнополітики та свободи совісті».
4. ↑  Указ Президента України від 9 грудня 2010 року № 1085/2010 «Про оптимізацію системи центральних органів виконавчої влади»
5. ↑  Уряд створив окремий орган влади з питань етнополітики і свободи совісті. www.irs.in.ua. Інститут релігійної свободи. 12 червня 2019. Архів оригіналу за 24 червня 2019. Процитовано 24 червня 2019.
6. ↑  Уряд затвердив положення про Державну службу України з етнополітики та свободи совісті. www.religion.in.ua. Релігія в Україні. 23 серпня 2019. Архів оригіналу за 25 серпня 2019. Процитовано 25 серпня 2019.
7. ↑  Про призначення Богдан О. В. Головою Державної служби України з етнополітики та свободи совісті. Кабінет Міністрів України. 26 лютого 2020. Архів оригіналу за 2 березня 2020. Процитовано 21 березня 2020.
8. ↑  РОЗПОРЯДЖЕННЯ КМУ від 17 січня 1995 р. N 11-р. Київ
9. ↑  ГОЛОВНА ПАРТІЯ ДЛЯ НАС — ЦЕ НАРОД УКРАЇНИ. Архів оригіналу за 5 березня 2016. Процитовано 18 червня 2014.
10. ↑  Призначено нового директора Департаменту релігій і національностей Мінкультури [Архівовано 1 вересня 2014 у Wayback Machine.] // 10-03-2014
11. ↑  Відомий релігієзнавець очолив департамент у справах релігій і національностей Мінкультури [Архівовано 2 грудня 2014 у Wayback Machine.] // 12 11 2014
12. ↑  Про призначення Богдан О. В. Головою Державної служби України з етнополітики та свободи совісті. Кабінет Міністрів України. 26 лютого 2020. Архів оригіналу за 2 березня 2020. Процитовано 2 березня 2020.
13. ↑  “Храми УПЦ МП повні, до ПЦУ ніхто не ходить”: колишня голова Держслужби з етнополітики відкрито пропагує московську церкву. novynarnia.com. Новинарня. 3 квітня 2023. Процитовано 3 квітня 2023.
14. ↑  Кабмін перепризначив Єленського головою Держслужби з етнополітики та свободи совісті